# Estatua de Emmeline Pankhurst
La estatua de Emmeline Pankhurst (oficialmente llamada Rise Up Women - Levantaos mujeres) es una escultura de bronce en la Plaza de San Pedro, en Mánchester, que representa a Emmeline Pankhurst, una activista política británica y líder del movimiento sufragista en el Reino Unido. 
La estatua fue inaugurada el 14 de diciembre de 2018, en el centenario de las elecciones generales del Reino Unido de 1918, la primera elección en el Reino Unido en la que las mujeres mayores de 30 años podían votar. Es la primera estatua en honor a una mujer erigida en Mánchester desde que se dedicó una estatua de la reina Victoria hace más de 100 años.